# وليام روبرت جروف
السير ويليام روبرت جروف (بالإنجليزية: William Robert Grove)‏ (11 يوليو 1811 - 1 أغسطس 1896) كان قاضيًا بريطانيًّا في بلدة ويلز وعالم فيزياء. توقع النظرية العامة لحفظ الطاقة، ويعتبر رائدًا في تكنولوجيا خلايا الوقود. اخترع خلية جروف.

## روابط خارجية
- وليام روبرت جروف على موقع الموسوعة البريطانية (الإنجليزية)